# Бички (танець)

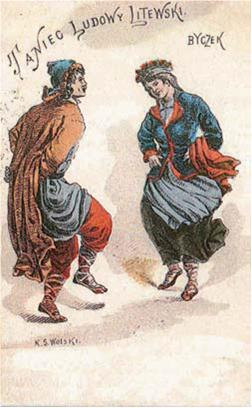
Бички (танець)

Бички́ (бичок) — старовинна українська гра-танець з піснею, хороводного характеру. 
Бички танцювали одна або кілька осіб. 
У 19 столітті побутувала в центральних областях України. Танцювальні рухи були своєрідним відтворенням повадок тварини (відповідно до змісту пісні). Музика жвава, весела; розмір 2/4.